# Shelter from the Storm
«Shelter from the Storm» es una canción del músico estadounidense Bob Dylan publicada en el álbum de estudio de 1975 Blood on the Tracks.
La canción fue posteriormente interpretada en directo y publicada en los álbumes Hard Rain, de 1976, y Bob Dylan at Budokan, de 1979. Además, "Shelter from the Storm" fue publicada en la banda sonora de la película Jerry Maguire.

## Versiones
"Shelter from the Storm" ha sido versionada por Manfred Mann's Earth Band y publicada en su álbum de estudio de 1996 Soft Vengeance. Jimmy Lafave grabó la canción en su álbum en directo Austin Sklykine. Además, la cantante de jazz Cassandra Wilson realizaría una versión en Belly of the Sun.
Soul Flower Union realizaría una versión en japonés titulada 嵐からの隠れ家 (Arashi kara no kakurega) en su álbum de estudio de 2002 Love ± Zero.
En 2006, el compositor y cantante británico Steve Adey reinterpretó la canción, ralentizando su ritmo para apropiarla a un funeral. La versión de Adey fue una de las mejores canciones de 2006 para la revista the Times.